# ÉLODIE
ÉLODIE est un spectrographe échelle à haute résolution inventé par André Baranne. Il était anciennement installé au foyer de type Cassegrain du télescope de 1,93 mètre de l'Observatoire de Haute-Provence, dans le Sud-Est de la France. Il a notamment permis la découverte de 51 Pegasi b par Michel Mayor et Didier Queloz en 1995. Installé en 1993, il a été remplacé en octobre 2006 par SOPHIE.

## Caractéristiques
L'instrument est un spectrographe échelle qui peut observer la lumière des étoiles sur des longueurs d'onde de 390 nm à 681 nm en une seule exposition, divisé en 67 ordres spectraux. Sa résolution spectrale est d'environ R = 42 000. Situé dans une pièce à la température contrôlée, la lumière lui parvenait du foyer Cassegrain du télescope par des fibres optiques. Ce fut l'un des premiers instruments munis d'un système de traitement automatique des données exécuté immédiatement à la fin d'une observation. L'observateur pouvait ainsi visualiser un pic de corrélation dans les secondes suivant la fin d'une observation, et adapter la suite de son programme en fonction du résultat. L'appareil permettait de mesurer des vitesses radiales avec une précision de ±7 m/s sur les étoiles de magnitude inférieure ou égale à 9.
Plus de 35 000 spectres ont été pris avec ÉLODIE, ces spectres sont accessibles au public via une archive en ligne,. L'instrument est le fruit d'une collaboration entre les observatoires de Haute-Provence, de Genève et de Marseille. Ses concepteurs ont publié en 1996 un article décrivant l'instrument dans Astronomy & Astrophysics Supplements.

## Filiation et descendance
L'idée de cet instrument est venue des spectrographes CORAVEL, dont deux exemplaires furent construits et utilisés à l'Observatoire de Haute-Provence et à l'Observatoire Européen Austral au Chili depuis 1977. Ces instruments utilisaient déjà le principe de la corrélation croisée avec un masque pour mesurer les vitesses radiales stellaires, qui avait été utilisé pour la première fois par Roger Griffin en 1967. Leur précision était limitée à environ 200 m/s. Ils réalisaient directement la corrélation au télescope, au moyen d'un masque matériel qui était déplacé mécaniquement entre le spectre et la cellule photo-multiplicatrice qui servait de détecteur. Ils fournissaient donc une fonction de corrélation et une mesure de vitesse radiale (position du pic de corrélation). Il furent très utiles pour l'étude des étoiles binaires et la mesure de paramètres stellaires. 
CORAVEL était attaché au foyer du télescope, et la variation de l'illumination de la fente d'entrée constituait le principal obstacle pour aller vers des précisions qui permettraient de détecter d'éventuelles planètes extra-solaires. Mais de nombreux autres aspects allaient devoir être considérés pour concevoir un instrument plus précis que tout ce qui avait été fait auparavant. C'est ainsi qu'a été conçu ÉLODIE, un spectrographe alimenté par fibre optique (pour vaincre le premier obstacle), enclos dans une enceinte stabilisée en pression et température sur un banc optique isolé de toute perturbation (pour gagner en stabilité), équipé d'un détecteur CCD (pour gagner en sensibilité) et d'un système automatique de traitement pour réaliser la corrélation croisée de manière numérique.
Comme CORAVEL qui fut construit en deux exemplaires, afin qu'en les utilisant dans les deux hémisphère de la Terre il soit possible d'observer tout le ciel, il fut dès l'origine prévu de construire deux exemplaires. Le succès d'ÉLODIE permit de lancer la construction de cette copie améliorée que fut CORALIE.
La génération suivante, conçue avec les mêmes principes, compte HARPS, SOPHIE et HARPS-N, pour s'approcher d'une précision de 1 m/s (pour détecter des exoplanètes semblables à Neptune). Puis enfin ESPRESSO pour la précision de  0,1 m/s. L'étape à venir est HIRES visant la précision de 0,02 m/s, qui équipera le télescope géant européen.